# Мари Трентинян
Мари Трентинян (на френски: Marie Trintignant) е френска актриса. 

## Биография
Родена е на 21 януари 1962 г. в семейството на актьора Жан-Луи Трентинян и режисьорката Надин Трентинян.
Умира на 1 август 2003 г. от мозъчен кръвоизлив след като приятелят ѝ, френският певец Бертран Канта, ѝ нанася побой.
Има четири деца: Роман, Пол, Леон и Жул. Пет пъти е номинирана за най-добра актриса на френските филмови награди „Сезар“.

## Избрана филмография
- „Колет“ (2004)
- „Джанис и Джон“ (2003)
- „Изгубени моряци“ (2003)
- „Бели кахъри“ (2002)
- „Дълга любовна нощ“ (2001)
- „Навътре в гората“ (2000)
- „Бети“ (1992)
- „Историята на една жена“ (1988)
- „Следващото лято“ (1985)
- „Дълбоки води“ (1981)
- „Това се случва само на другите“ (1971)